# 唇高原鰍
唇高原鰍（學名：Triplophysa labiata）為輻鰭魚綱鯉形目條鰍科高原鰍屬的其中一種。被IUCN列為易危保育類動物，分布於亞洲哈薩克、烏茲別克巴爾喀什湖及阿亞古斯河(Ayagöz)流域、中國新疆維吾爾自治區伊犁河等流域，本魚體延長，前半部圓柱狀，後半部扁平狀，頭部略扁，具觸鬚3對，口下位，體色為灰褐色，無鱗片，側線明顯，身體布滿黑色小斑點，尾鰭叉形、背鰭截形，體長可達23公分，棲息於和緩的水流，溪流的迴流水或湖沙的之上與礫石底部水域，生活習性不明，可做為食用魚及觀賞魚。

## 扩展阅读
維基物種上的相關：唇高原鰍